# Pohnánec
Pohnánec település Csehországban, a Tábori járásban. Pohnánec Dolní Hrachovice, Dolní Hořice, Pohnání és Ratibořské Hory településekkel határos. Lakosainak száma 56 fő (2024. január 1.).

## Népesség
A település lakosságának változását az alábbi diagram mutatja:
| Lakosok száma | 196  | 171  | 140  | 104  | 82   | 56   | 53   | 51   | 53   | 56   |
|               | 1869 | 1900 | 1921 | 1961 | 1980 | 2011 | 2016 | 2019 | 2021 | 2024 |